# マダラ
マダラ (Gadus macrocephalus) は、タラ目タラ科に属する魚類。タラ・ホンダラなどとも呼ばれる。最大で全長1.2 m超。北太平洋に広く分布する大型のタラで、重要な漁業資源となっている。

## 分布・生息域
黄海、日本海、東北地方以北の太平洋岸、北はベーリング海、東はカリフォルニア州まで北太平洋に広く分布する。沿岸から大陸棚斜面の底近くに生息する。夏は深場に移り、水深800mくらいの深海にも生息するが、産卵期の冬は浅場に移動してくる。地域個体群が形成されるが、個体群間の交流はほとんど無いとされている。

## 形態・生態
冷水域に生息し、生息上限水温は約12℃と推定されている。最大で全長120 cm体重23kg程度に達し、日本に分布するタラ類3種の中では最大種である。体色は褐色で、背側にまだら模様がある。スケトウダラやコマイと同様、下顎には1本のひげがあり、背鰭3基、臀鰭2基を備える。上顎が下顎より前に出ている。また、頭身が小さく、腹部が大きく膨らむ。
肉食性で、稚魚期は主に浮遊生物のカイアシ類、十脚類幼生等を、全長45mm以上になると底生生物の端脚類や十脚類稚仔を捕食している。
高緯度海域ほど成熟するまでに長い年数を必要とし、ベーリング海からカムチャッカ沖では5年 約60cmから70cm以上であるが中緯度の東北沖やワシントン州では3年 40cm程度である。北海道周辺海域での産卵期は12月-3月で、分離沈性卵を産卵する。1匹のメスの産卵数は数十万-数百万個に及び、これは魚類の中でも多い部類に入るが、成長できるのはごくわずかである。また、初回産卵魚は卵の大きさが小さく、産卵が遅れる、孵化率が低い、生存率が低いとの報告もある。
稚魚は1年で全長20cmほどに成長するが、この頃までは沿岸の浅場で生活し、以後体が大きくなるにつれて深場へ移動する。

## 人との関わり

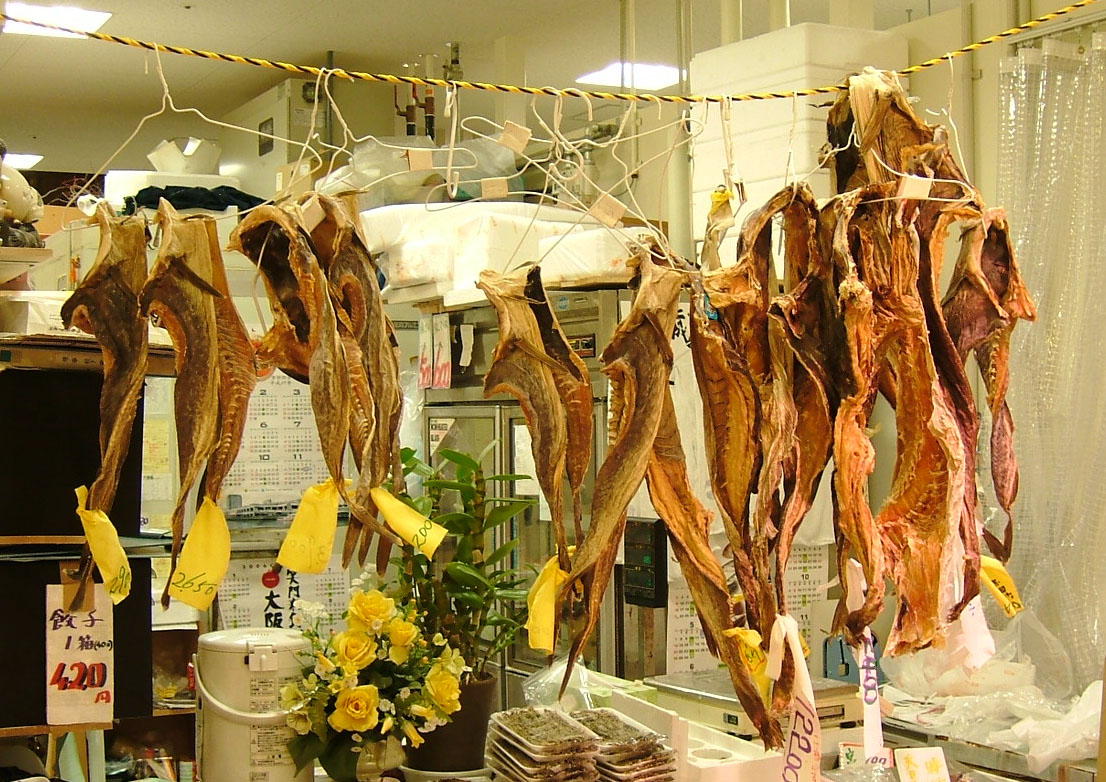
棒鱈

北海道有珠10遺跡の縄文時代晩期の層からマダラの骨が出土し、耳石の分析から冬期に接岸した個体を捕獲し食用にしていたと推定されている。

### 日本における利用
底引き網、定置網、延縄、釣りなどで漁獲される。20世紀後半頃からは輸入ものが多く流通している。富山県などでは稚魚放流により資源回復を計る活動が行われている。
旬は冬。身は柔らかく脂肪の少ない白身で、ソテーやムニエル、フライなどの他、汁物や鍋料理にもよく使用される。身を干物にした「棒鱈」（ぼうだら）も様々な料理に使われる。漁師の間では釣りたての物を刺身で食べることもあるが鮮度の低下が早く一般的ではない。
また、白子（しらこ）と呼ばれる精巣もこってりとした味で珍重され、流通する際はメスよりオスの方に高い値がつく。白子は「キク」「キクコ」などとも呼ばれるが、これは房状になった外見がキクの花に似るためである。北海道では「タチ」（マダラは真ダチ、スケソウダラは助ダチ）とも呼ばれ、新鮮なものが寿司ねたなどで生食されている。

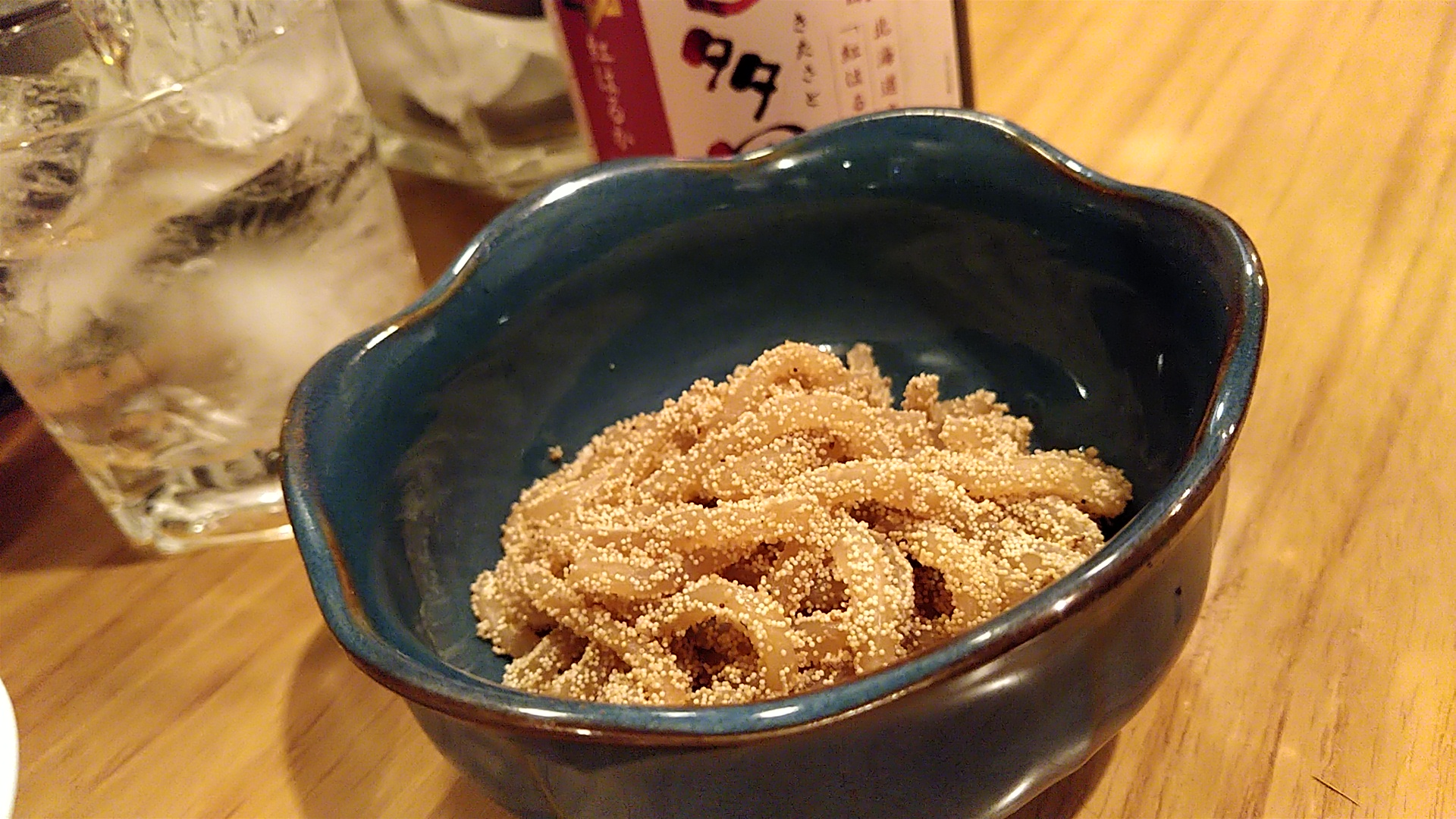
子和え

マダラのたらこ（卵巣）はスケトウダラよりも硬いが、未熟なものは柔らかくスケトウダラよりも大型でボリュームがあるため、煮付けや焼き物、炒め煮にすると美味である。北陸地方では「真子（まこ）」と呼ばれよく食される。青森県津軽地方では「人参の子和え」として冬に食される。北海道では「つきこんにゃくのたらこ和え」（子和え）としても食される。
他にも肝臓から取り出した脂肪は肝油に用いられる。
その他、マダラやスケトウダラの胃を唐辛子などの香辛料、砂糖、塩などに漬け込んだものを韓国ではチャンジャといい、コリコリとした食感を楽しむ。

#### 陸揚げ漁港
- 2002年度

第1位 - 石巻漁港（宮城県）
第2位 - 歯舞漁港（北海道）
第3位 - 羅臼漁港（北海道）
第4位 - 八戸漁港（青森県）
第5位 - 女川漁港（宮城県）